# Tiago Rocha (balonmanista)
Tiago André Alves Rocha, más conocido como Tiago Rocha, (São Paio de Oleiros, 17 de octubre de 1985) es un jugador de balonmano portugués que juega de pívot en el Tremblay-en-France Handball. Es internacional con la selección de balonmano de Portugal.
Su primer gran campeonato con la selección fue el Campeonato Europeo de Balonmano Masculino de 2020.

## Palmarés

### Oporto
- Andebol 1 (7): 2004, 2009, 2010, 2011, 2012, 2013, 2014
- Copa de Portugal de balonmano (2): 2006, 2007
- Copa de la Liga (3): 2004, 2005, 2008
- Supercopa de Portugal de balonmano (2): 2010, 2014

### Sporting CP
- Andebol 1 (1): 2018

## Clubes
| Club                        | País     | Año         |
| --------------------------- | -------- | ----------- |
| FC Oporto                   | Portugal | 2003 - 2014 |
| Orlen Wisła Płock           | Polonia  | 2014 - 2017 |
| Sporting CP                 | Portugal | 2017 - 2021 |
| Grand Nancy MHB             | Francia  | 2021 - 2022 |
| Cesson-Rennes MHB           | Francia  | 2022 - 2023 |
| Tremblay-en-France Handball | Francia  | 2023 - Act. |